# 瓦伯爾河
54°01′11″N 12°46′19″E / 54.0196°N 12.77205°E

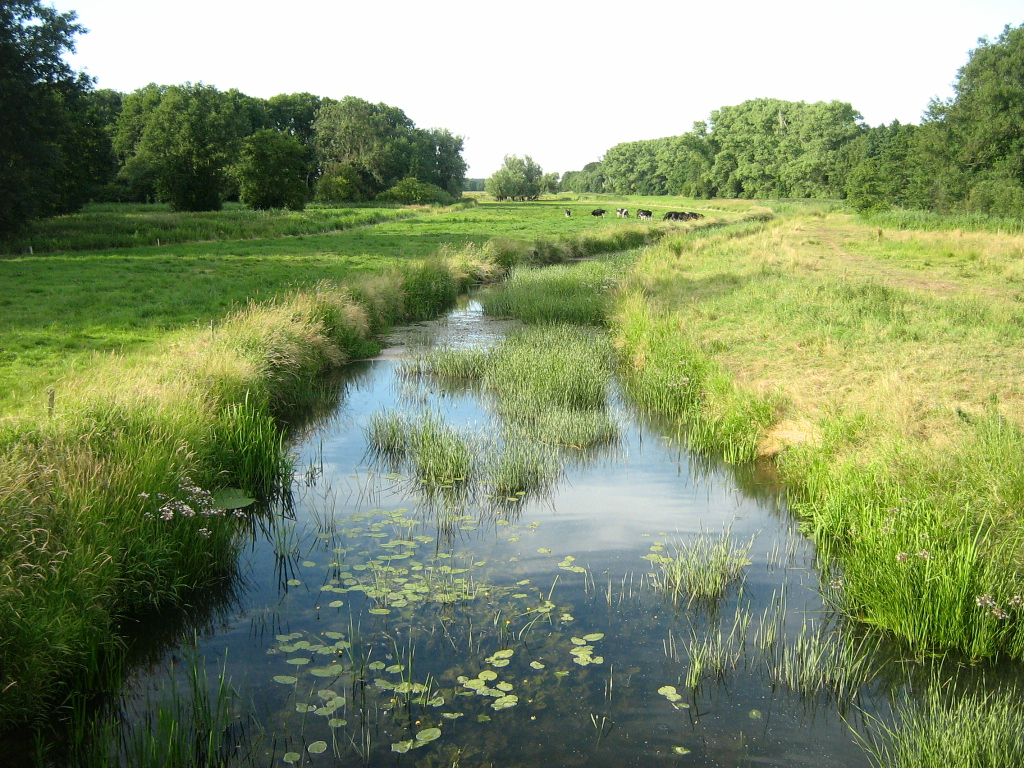
瓦伯爾河

瓦伯爾河（德語：Warbel），是德國的河流，位於該國北部，由梅克倫堡-前波美拉尼亞州負責管轄，屬於特雷伯爾河的支流，河道全長22公里，河口處在戴埃爾斯多夫附近。